# Otto Dix (groupe)
Otto Dix (également connu en cyrillique sous le nom d'Отто Дикс) est un groupe russe de dark wave, originaire de Khabarovsk. Formé en 2004, le groupe déplace par la suite ses activités à Saint-Pétersbourg. Nommé d'après le peintre expressionniste allemand, il se caractérise par son chanteur androgyne, le contreténor Michael Drau.

## Histoire

### Années 2000
Le groupe est formé durant l'été 2004 à Khabarovsk. L'idée du groupe et de son nom vient de Michael Drau, qui avait déjà travaillé avec d'autres groupes auparavant. Au début, Otto Dix comportait un guitariste, qui est à l'origine de la rencontre entre Michael Drau et Marie Slip, mais il quitte le groupe quelque temps plus tard.
Michael Drau est la pièce centrale du groupe ; il en écrit les textes, tandis que Marie Slip compose la musique. La première apparition du groupe s'effectue le 28 novembre 2004, ils ne jouent alors que deux morceaux, Белый пепел (Beliy pepel, « Cendre blanche ») et Покаяние (Pokayanie, « Repentir »). En 2004 et 2005, le groupe travaille avec le théâtre de jeunesse Парадигма времён (Paradigma vremyon, « Paradigme des temps »). Plusieurs articles à propos d'Otto Dix sont alors publiés dans la presse locale[réf. nécessaire].
Le 3 juillet, le groupe réalise son premier concert hors de sa ville d'origine, à Amoursk. Quelques mois plus tard, il enregistre son premier album Эго (Ego) et tourne un clip pour la chanson éponyme dans une usine abandonnée d'Amoursk, dont Michael Drau est le réalisateur. Cependant, en raison des conditions désavantageuses de la culture musicale de sa région, le groupe ne convient à aucune maison de disques[réf. nécessaire], c'est donc ainsi que Michael Drau en vient à créer son propre label. Durant l'hiver 2005-2006, il fonde également le club gothique Morion[réf. nécessaire].
Au printemps 2006, Otto Dix se produit à Vladivostok et tourne, avec les membres de Morion, un deuxième clip, pour Белый пепел. À l'été 2006, le groupe déménage à Saint-Pétersbourg, puis publie l'album Город (Gorod, « La ville »). Le 27 août 2006, le groupe se produit au Red Club de Saint-Pétersbourg. Il rencontre un certain succès, et est invité à se produire avec le groupe de dark wave italien Frozen Autumn. Peu après, le groupe commence une mini-tournée pour promouvoir son nouvel album. Le 2 mars, Otto Dix fait une apparition dans le programme télévisé Необъяснимо, но факт (Neobyacnimo, no fakt, « Incroyable, mais vrai ») sur la chaîne TNT.
En 2007, Otto Dix est en tournée dans plusieurs villes russes, donnant de nombreux concerts, ce qui rend le groupe différent des autres du même genre. En janvier paraît leur deuxième album, Город (Gorod, « La ville »). Le 17 septembre, leur nouveau clip, Усталость металла (Oustalnoct' metalla, « Fatigue du metal ») est diffusé sur la chaîne A1. Le 28 septembre, Michael Drau et Marie Slip publient chacun un livre, et le troisième album du groupe, Атомная Зима (Atomnaya zima, « Hiver nucléaire ») sort en octobre. Le 15 décembre, Otto Dix se produit pour la première fois en tant que trio, avec le nouveau violoniste Piotr Voronov.
En 2008, Michael Drau publie un nouveau livre, puis Otto Dix entame une tournée dans les pays de la CÉI. En 2009, le groupe publie son quatrième album, (Zona teneï, « Zone d'ombres »), dont est extraite la vidéo Мечта о весне (Metchta o vecne, « Rêve du printemps »), réalisée par Michael Drau. Otto Dix entame ensuite une tournée d'une durée de cinq mois. Michael Drau et Marie Slip publient deux nouveaux livres, et le 30 mai 2009, le groupe se produit au festival Wave-Gotik-Treffen à Leipzig en Allemagne, où est publié l'album Starost,.

### Depuis les anées 2010
En 2010, le groupe entame sa première tournée anniversaire, qui inclut une performance au festival Castle Party en Pologne et un concert à Berlin. À la fin 2010, Otto Dix publie l'album Чудные Дни (Tchoudnye dni, « Jours merveilleux »), dont est extraite la vidéo Зверь (Zver' , « Bête »), puis entame une tournée traditionnelle pour promouvoir ce nouvel album. Le 20 avril 2012 paraît le premier single du groupe, Утопия (Outopia, « Utopie »), suivi le 7 septembre par leur sixième album studio, Mortem,.
Le 11 avril 2013, Piotr Voronov quitte Otto Dix, expliquant son départ par son souhait de se concentrer sur d'autres projets musicaux. Il affirme que sa participation sera possible pour quelques concerts et des enregistrements en tant que musicien de session. Le 12 novembre 2013 est publiée le clip de la chanson Анима (Anima), extraite de l'album à paraître du même nom. Il sort le 8 mars 2014. En 2015, le groupe publie un nouvel album, Анимус.

## Style musical
Musicalement, Otto Dix est un groupe de dark wave avec des influences EBM et industrielles. Certaines mélodies plus lentes se rapprochent du dark ambient, tandis que d'autres chansons contiennent des riffs lourds typiques du metal industriel. Le chanteur Michael Drau appelle leur « style avant-garde électronique ».
Les textes d'Otto Dix évoquent des scènes post-apocalyptiques, les machines et robots, des thèmes philosophiques, psychologiques et moraux, ainsi que le BDSM. Malgré le style européen du groupe, toutes les paroles sont écrites en russe, Michael Drau pensant que seule la langue maternelle permet d'exprimer pleinement ses pensées intimes.

## Discographie

### Albums studio
- 2005 : Эго (Ego)
- 2007 : Город (Gorod, « La ville »)
- 2007 : Атомная Зима (Atomnaya Zima, « Hiver nucléaire »)
- 2007 : Эго (Переиздание) (Ego [Réédition])
- 2009 : Зона Теней (Zona Teneï, « Zone d'ombres »)
- 2010 : Чудные Дни (Tchoudnye Dni, « Jours merveilleux »)
- 2011 : Эго (Переиздание № 2) (Ego [Réédition № 2])
- 2012 : Mortem
- 2014 : Анима (Anima)
- 2015 : Анимус (Animus)
- 2019 : XV
- 2020 : Автократор
- 2023 : Vantablack

### Singles
- 2012 : Утопия (Outopia, « Utopie »)

### Clips
- 2005 : Эго (Ego)
- 2006 : Белый пепел (Beliy pepel, « Cendre blanche »)
- 2008 : Усталость металла (Oustalnoct' metalla, « Fatigue du métal »)
- 2009 : Мечта о весне' (Metchta o vecne, « Rêve du printemps »)
- 2010 : Зверь (Zver' , « Bête »)
- 2013 : Анима (Anima)